# Campeonato Sudamericano de Clubes Campeones 1956
El Campeonato Sudamericano de Clubes Campeones 1956 fue la segunda edición de lo que era el torneo más importante de clubes de baloncesto en Sudamérica.
Fue realizado en las ciudad de Montevideo.
El título de esta edición fue ganado por el Sporting (Uruguay).

## Equipos participantes
| País             | Equipo                            |
| ---------------- | --------------------------------- |
| Argentina 1 cupo | Ateneo de la Juventud             |
| Brasil 1 cupo    | Selección del Estado de São Paulo |
| Chile 1 cupo     | Selección de Valparaíso           |
| Paraguay 1 cupo  | Olimpia                           |
| Uruguay 1 cupo   | Sporting                          |